# Чернєй Любов Сергіївна
Любов Сергіївна Чернєй (Надворна; нар. 14 лютого 1949) — українська вчена у галузі ентомології, фахівчиня з жуків-чорнотілок і з ведення наукових зоологічних колекцій, кандидат біологічних наук (1984), лауреатка премії імені І. І. Шмальгаузена НАН України (2007), старший науковий співробітник відділу ентомології та наукових фондових колекцій Інституту зоології імені І. І. Шмальгаузена НАН України. Авторка понад 60 наукових праць, зокрема 2 монографій, у тому числі однієї в серії «Фауна України» (2005). Описала новий для науки вид викопних чорнотілок з балтійського бурштину.

## Життєпис
Протягом 1966—1972 років навчалася у Полтавському педагогічному інституті імені В. Г. Короленка (спеціальність — вчитель біології та хімії). Впродовж 1971—1978 років працювала лаборантом у Інституті захисту рослин (Київ). У 1980—1983 роках навчалася в аспірантурі Інституту зоології АН УРСР і відтоді працює у цьому закладі на посадах наукового співробітника і згодом старшого наукового співробітника. У 1984 році захистила кандидатську дисертацію на тему «Жуки-чернотелки (Coleoptera, Tenebrionidae) Лесостепи, Степи и Горного Крыма Украины».

## Найважливіші наукові праці

### Монографії
- Черней Л. С. Фауна Украины. Т.19. Жесткокрылые. Вып.10. Жуки-чернотелки (Coleoptera, Tenebrionidae). — Киев: Наукова думка, 2005. — 431 с.
- Черней Л. С. Федоренко В. П. Определитель жуков-чернотелок (Coleoptera, Tenebrionidae) фауны Украины (имаго, личинки, куколки). — Киев: Колобіг, 2006. — 247 с.

### Статті
- Надворная Л. С. Морфология и биология чернотелки Ammobius rufus // Вестник зоологии. — 1983. — № 4. — С. 65—70.
- Надворная Л. С. Морфология преимагинальных стадий чернотелки Stenosis punctiventris Esch. (Coleoptera, Tenebrionidae) // Вестник зоологии. — 1983. — № 6. — С. 50–54.
- Надворная Л. С. К изучению морфологии преимагинальных стадий чернотелки Melanimon tibialis Fabr. (Coleoptera, Tenebrionidae) // Энтомологическое обозрение. — 1984. — Т. 69. — Вып. І. — С. 74—78.
- Надворная Л. С. Описание личинки рода Trachyscelis Latr. (Coleoptera, Tenebrionidae) // Вестник зоологии. — 1987. — № 6. — С. 65—69.
- Надворная Л. С. К изучению преимагинальных стадий чернотелки Diaclina testudinea Pill. (Coleoptera, Tenebrionidae) // Энтомологическое обозрение. — 1988. — Т. 67. — Вып. 4. — С. 803—807.
- Надворная Л. С. Описание личинки и экология Leichenum pictum Fabr. (Col. Tenebrionidae) // Зоологический журнал. — 1990. — Т. 69. — С. 145—148.
- Надворная Л. С., Надворный В. Г. Биология чернотелок Bolitophagus reticulates L. и Uloma culinaris L. (Coleoptera, Tenebrionidae) в лесостепной зоне Украины // Энтомологическое обозрение. — 1991. — Т. 70. — вып.2. — С. 349—354.
- Черней Л. С., Надворный Ю. В. Экологические группы жуков-чернотелок (Coleoptera, Tenebrionidae) Степи Украины // Вестник зоологии. — 1994. — № 4—5. — С. 65—73.
- Черней Л. С., Белов А. А., Прохоров А. В. Особенности морфологии личинок жуков-чернотелок (Coleoptera, Tenebrionidae) фауны Украины // Вестник зоологии. — 2004. — № 4. — С. 47—58.
- Черней Л. С., Прохоров А. В., Белов А. А. Особенности морфологии жуков-чернотелок (Coleoptera, Tenebrionidae) фауны Украины // Вестник зоологии. — 2005. — № 3. — С. 59–71.
- Черней Л. С. Морфология преимагинальных стадий некоторых видов жуков-чернотелок (Coleoptera, Tenebrionidae) фауны Украины // Вестник зоологии. — 2006. — № 4. — С. 351—358.
- Черней Л. С., Хоменко В. Н. О географическом распространении жуков-чернотелок (Coleoptera, Tenebrionidae) на территории Украины // Известия Харьковского энтомологического общества. — 2006(2007). — Т. ХІY. — Вып. 1—2. — С. 57—66.
- Черней Л. С., Ніточко М. І. Особливості онтогенезу жука-чорнотілки Prosodes obtusa (Coleoptera, Tenebrionidae) // Український ентомологічний журнал. — 2014. — № 2 (9). — С. 57–69.
- Черней Л. С. Ulomoides dermestoides (Chevrolat, 1878) (Coleoptera, Tenebrionidae) в условиях Украины и его таксономическое положение // Український ентомологічний журнал. — 2015. — № 1—2. — С. 92—104.
- Frantsevich L., Gorb S., Radchenko V., Gladun D., Polilov A., Cherney L., Browdy V., Kovalev M. Lehr's fields of campaniform sensilla in beetles (Coleoptera): Functional morphology. II. Wing reduction and the sensory field. Arthropod Structure & Development. — 2015. — V. 44. — P. 1—9.
- Nabozhenko, M. V., Perkovsky E. E., Cherney L. S. A New Species of the Genus Nalassus Mulsant (Coleoptera: Tenebrionidae: Helopini) from the Baltic Amber. Paleontological Journal. — 2016, Vol. 50, № 9. — рр. 947—952.
- Черней Л. С., Зелинская Т. С. Морфологические особенности преимагинальных стадий и биология видов рода Alphitobius Stephens 1829, подтверждающие новый таксономический состав трибы Alphitobiini Reitter, 1917 (Coleoptera, Tenebrionidae) // Український ентомологічний журнал. — 2017. — № 1 (12). — С. 20—34.
- Черней Л. С., Фурсов В. Н. Zophobas atratus (Fabricius, 1775) — новый для фауны Украины род и вид жуков-чернотелок (Coleoptera, Tenebrionidae) // Український ентомологічний журнал. — 2018. — № 1 (14). — С. 10—24.